# Whittleia schwingenschussi
Whittleia schwingenschussi är en fjärilsart som beskrevs av Hans Rebel 1910. Whittleia schwingenschussi ingår i släktet Whittleia och familjen säckspinnare. Inga underarter finns listade i Catalogue of Life.